# 2001 매니악스
《2001 매니악스》(2001 Maniacs)는 미국에서 제작된 팀 설리반 감독의 2005년 공포, 코미디 영화이다. 로버트 잉글런드 등이 주연으로 출연하였고 보아즈 야킨 등이 제작에 참여하였다.

## 출연

### 주연
- 로버트 잉글런드
- 제이 길스피
- 마라 말콤
- 딜런 에드링턴
- 지나 마리 히킨

### 조연
- 린 샤예
- 쥬세페 앤드류스
- 매튜 캐리
- 피터 스토메어
- 브라이언 그로스
- 머숀드 리

## 기타
- 공동제작: C. 스콧 보타우
- 공동제작: 에릭 밀러
- 협력프로듀서: 데이빗 플레밍
- 협력프로듀서: 리셋 브로스
- 의상: 웬디 모이니핸
- 배역: 아론 그리피쓰